# Tripoli (dème)
Le dème de Tripoli (grec moderne : Δήμος Τρίπολης, Dhímos Tripolis) est un dème (municipalité) de la périphérie du Péloponnèse, dans le district régional d'Arcadie, en Grèce.
Il a été créé dans le cadre du programme Kallikratis (2010) par la fusion des dèmes de Fálanthos, Korýthio, Levídi, Mantinée, Skyritida (en), Tégée, Tripoli et Valtetsi (en), devenus des districts municipaux.
Son siège est la localité de Tripoli.

## Subdivisions

### District municipal de Falanthos
Siège : Davia.

### District municipal de Korythio
Siège : Steno.

### District municipal de Levidi
Siège : Levidi.

### District municipal de Mantinée
Siège : Nestani.

### District municipal de Tripoli
Siège : Tripoli.

### District municipal de Skiritida
2248 habitants. Son siège est la localité de Vlachokéraséa (683 hab.). L'ancien dème a été créé en 1997 (programme Kapodistrias) et baptisé Skyritida (Σκυρίτιδα) du nom des Skirites, une peuplade antique. Le nom a été corrigé en Skiritida (Σκιρίτιδα) en 2001. On y trouve la forêt de Skirítida.

### District municipal de Tégée
Siège : Stádio.

### District municipal de Valtetsi
Siège : Aséa.